# (3297) Hong Kong
(3297) Hong Kong est un astéroïde de la ceinture principale.

## Description
(3297) Hong Kong est un astéroïde de la ceinture principale. Il fut découvert le 26 novembre 1978 à Nanking par l'observatoire de la Montagne Pourpre. Il présente une orbite caractérisée par un demi-grand axe de 3,13 UA, une excentricité de 0,17 et une inclinaison de 2,4° par rapport à l'écliptique.

## Compléments